# Website van het Jaar
De Website van het Jaar is een Nederlandse publieksprijs die wordt uitgereikt door Emerce. De jaarlijkse verkiezing wordt samen met het onafhankelijke online marktonderzoeksbureau Multiscope georganiseerd. Het is de grootste online publieksprijs. 
Er zijn prijzen voor de beste en de populairste website in 38 categorieën. De websites met de hoogste kwaliteitsscores winnen de prijs voor de beste website. De websites met de meeste stemmen winnen de prijs voor de populairste website. Iedere genomineerde website kan in maximaal 1 categorie tot Website van het Jaar worden uitgeroepen. Een website kan, binnen 1 categorie, worden uitgeroepen tot zowel beste als populairste website van het jaar. Naast de winnaars in de verschillende categorieën is er ook een overall-winnaar. 

## Geschiedenis
De Website van het Jaar-verkiezing wordt sinds 2000 georganiseerd. Traditiegetrouw wordt er een Award Night georganiseerd waar de winnaars de awards uitgereikt krijgen. In 2020 kon de Award Night door de coronapandemie geen doorgang vinden.
In 2020 brachten 446.241 mensen hun stem uit en konden 400 genomineerde websites beoordelen op kwaliteitskenmerken zoals inhoud, aanbevelingsintentie, ontwerp en navigatie. 
In 2020 werd Simpel uitgeroepen tot overall-winnaar. In eerdere edities wonnen bekende namen zoals Google, Buienradar, YouTube, Funda en PSV de verkiezing.